# 劇団 小雪

## 概要
劇団 小雪(しょうせつ)は、日本の劇団。社会人劇団としてインターネットを通じ2015年11月22日に結成、劇団名の由来は結成した当日が二十四節気のうち小雪にあたるためである。
ただし2015年11月22日は小雪の節気ではなかった。
年に一回のペースで公演を行い、演目は主に和風もの且つファンタジーな作風が多い、脚本演出を担当する団長が敬愛する劇団☆新感線を見た時のワクワクや楽しさを自分達でも作りたいという想いからという理由である。
お伽噺、童話をモチーフにした作品が多く一作目は赤ずきん、二作目は桃太郎とかぐや姫、三作目は花咲かじいさん、四作目は泣いた赤鬼となっている。
上野ストアハウス2公演目となる第三回公演「MAN・OF・FLOWER」を2018年12月8日、9日で行う。
劇団初の歌唱有りのオープニング、パンク音楽、ファンタジー色を強く打ち出した作品であり、アンケート回収率は全公演を通して90％を越えるという好評であった。
満を持して次回第四回目公演は池袋で公演
「泣いた赤鬼」をベースに男二人の友情と対立を描いたアクションエンターテインメントとなっている
アンケートは遂に回収率99％となり過去最高の出来と再演が望まれる作品となった

## 公演記録
2016年
- 第一節気 赤の先へ

上記の理由により公演回数を「節気」と数えている
2017年
- 第二節気 巡り着く場所で

2018年
- 第三節気 MAN・OF・FLOWER ～誰が為に花は咲く～

2019年
- 第四節気 鳴哭谷